# Janus Aalbrecht
Adrianus (Janus) Aalbrecht  (Hoek van Holland, 17 augustus 1930 – 27 juli 2006) was een Nederlands voetbalscheidsrechter die in de Eredivisie floot.

## Interlands
| Datum             | Plaats                 | Wedstrijd                | Uitslag | Competitie        | Kreeg geel | Kreeg voor de tweede keer geel en dus rood | Weggestuurd |
| ----------------- | ---------------------- | ------------------------ | ------- | ----------------- | ---------- | ------------------------------------------ | ----------- |
| 19 november 1966  | Keulen, West-Duitsland | Duitsland – Noorwegen    | 3 – 0   | Vriendschappelijk | 0          | 0                                          | 0           |
| 15 september 1968 | Oslo, Noorwegen        | Noorwegen – Zweden       | 1 – 1   | Vriendschappelijk | 0          | 0                                          | 0           |
| 22 september 1968 | Bern, Zwitserland      | Zwitserland – Oostenrijk | 1 – 0   | Vriendschappelijk | 0          | 0                                          | 0           |

Bijgewerkt t/m 27 juli 2006